# Petro Trad
Petro Iskandar Trad (àrab: بيترو طراد, Bītrū Ṭrād) (Beirut, Líban, 1876-Beirut, 1947) va ser un advocat, polític i home d'estat libanès, president de la República libanesa per un breu període el 1943.

## Biografia
Trad va néixer en una família ortodoxa oriental a Beirut i va rebre un grau superior en dret de la Universitat de París el 1900. Era també expert en literatura àrab i en història. Va ser oficial executiu del Moviment de Reforma de Beirut, juntament amb Salim Ali Salam. Va ser un dels sis signants d'una instància presentada al Ministeri Francès d'Afers Exteriors el 1913 en nom dels cristians de les diverses confessions a Beirut, que va exigir la fi del control otomà de Síria (incloent Palestina, Transjordània i Líban) i va advocar per una entitat independent regida per "emissaris francesos". Aquesta petició va molestar tant al governador militar otomà Cemal Paşa que es va posar contra els libanesos en general i els cristians en particular i va demanar al Consell de Guerra a Aley l'execució dels sis signants. Tots fugiren del Líban incloent Trad.
Després de la primera Guerra Mundial, Trad va tornar a Beirut com aliat dels francesos i va fundar la "Lliga de les Sectes Cristianes", que comprenia l'elit de la societat de Beirut, la qual va exigir un mandat francès del Líban i Síria. El seu despatx professional va aconseguir fama en tota la regió en part perquè va defensar els pobres, que no podien pagar els seus honoraris.
Va ser elegit diputat de Beirut el 1925 i fou diputat al Parlament Libanès gran part de la dècada entre 1922 i 1934, ja fos com a designat per les autoritats franceses primer i com electe després. A l'octubre de 1934 va succeir a Charles Debbas com a president del parlament, càrrec que va exercir poc temps i després va ser membre de la comissió parlamentària que va treballar en el tractat franco-libanès de 1936. Els francesos van recompensar el seu suport nomenant-lo president del Parlament l'any 1937, un càrrec que va ocupar fins al setembre de 1939.
Trad no podia romandre neutral en la ferotge enemistat política entre el pro-francès Émile Eddé i el cristià independentista Bishar al-Khoury. En les seves memòries Bishar al-Khoury va acusar Trad de donar suport a Eddé. De fet, Trad creia que tant al-Khoury com Eddé van ser incapaços de guanyar la presidència i va impulsar-lo a ell com un candidat de consens.
Trad es va convertir en president interí al cessar Ayoub Tabet el 21 de juliol de 1943 per decret de l'alt comissionat Jean Helleu que va nomenar a Trad. També va emetre un segon decret que establia una proporció de 5 diputats cristians per 4 musulmans tal com proposaven els líders musulmans (que havien convençut al general Georges Catroux) i les eleccions es ferien el 8 d'agost. El patriarca maronita s'hi va oposar i noves converses amb presència del enviat britànic coronel Spears, va proposar un nou repartiment d'escons que fou acceptat per Trad: sis cristians per cinc musulmans (o sigui 30 cristians i 25 musulmans) fins que es fes un nou cens; un decret del president Trad va establir la data de les eleccions pels dies 29 d'agost i 5 de setembre. Tot i l'oposició del patriarca maronita (per apaivagar-lo es va nomenar a Abdullah Bayhum com a secretari d'estat amb Tawfiq Awwad -nebot i protegit del patriarca- com ajudant, i el patriarca va cancel·lar la seva crida al boicot) els dies fixats es van fer les eleccions que va guanyar el Partit Destour (Partit Constitucional) de Bishar al-Khoury definitivament el 5 de setembre de 1943. El 21 de setembre, tal com s'havia prefixat el nou Parlament elegia per unanimitat a al-Khoury com a nou president en el lloc de Trad. El 25 de setembre el president va designar com a primer ministre al sunnita Riyad al-Sulh i Trad també va deixar aquesta posició en la que romania en funcions.
Va morir a Beirut l'any 1947.